# Zond 2
Zond 2 (Russisch: Зонд-2) was een Russische onbemande ruimtevlucht naar de planeet Mars uit de eerste helft van de jaren 60, de beginjaren van de interplanetaire ruimtevaart. Missiedoelen waren het uittesten van boordinstrumenten en onderzoek doen naar de rode planeet.

## Ruimterace en Koude Oorlog
In deze tijd van Koude oorlog barstte de ruimterace in alle hevigheid los. Naast de eerste onbemande en bemande maanlanding stonden meerdere primeurs op het spel. De planeten Venus en Mars boden beide partijen ruimschoots gelegenheid zich van de ander te onderscheiden. Zowel de Sovjet-Unie als de Verenigde Staten gunden elkaar het licht in de ogen niet en spendeerden exorbitante bedragen aan de ontwikkeling van nieuwe, betere draagraketten. De ontwikkeling van meertrapsraketten geraakte hierdoor in een stroomversnelling. Als heugelijk gevolg hiervan konden deze steeds zwaardere lasten naar beide planeten afschieten.

## Steentijd van de ruimtevaart
De technologie om sondes op een maandenlange vlucht naar Mars of Venus te sturen stond echter nog in de kinderschoenen. Raketten die ontploften op het lanceerplatform of tijdens lancering, raketmotoren die niet aansloegen waardoor voor de zoveelste keer een sonde voortijdig de dampkring opzocht of in de oceaan plonsde, verlies van radiocontact; het was in deze steentijd van interplanetaire ruimtevaart meer regel dan uitzondering. Pogingen om deze planeten te bereiken faalden dan ook om de haverklap. De eerste supermacht die hier in slaagde, zou aanzienlijk prestige verwerven en beide kampen beseften dat maar al te goed. Ze vochten om iedere kruimel aandacht in de pers -maar liever niet met hun vele mislukkingen, die liefst zo onopvallend mogelijk werden afgedaan.

## Technische uitrusting
Zond 2 was uitgerust met instrumenten identiek aan Mars 1:
- Tv-camera.
- Detector voor opsporen van micrometeorieten.
- Spectrograaf, voor onderzoek naar ozon.
- Kosmische stralings meters.
- Een tweede spectrofotometer (spectrograaf).
- Magnetometer.

Tevens beschikte het ruimtevaartuig, naast de gangbare gas benuttende stuurraketjes, over zes experimentele plasmajets ten behoeve van standregeling. Voor de elektrische energie vertrouwde de sonde op twee zonnepanelen.
Deze planeetverkenner had een gewicht van 890 kg.

## Missieverloop
De Zond 2 werd gelanceerd op 30 november 1964 met een A-2-e Molniya draagraket vanaf Bajkonoer, slechts twee dagen nadat NASA de Mariner 4 omhoogschoot.
In de periode van 8 tot 18 december testte de vluchtleiding de plasmajets. Het ruimtescheepje lag met opzet op een sterk afgebogen koers naar Mars om de relatieve aanvliegsnelheid zo laag mogelijk te houden.
Spijtig genoeg raakte een der zonnepanelen al spoedig na lancering defect, zodat Zond 2 het met slechts de helft van de normale hoeveelheid stroom moest doen. Nadat het vaartuig op een koers naar Mars was gebracht, kwam de vluchtleiding erachter dat de zonnepanelen na lancering niet volledig ontvouwden. Oorzaak was een afgebroken kabel die, na afstoting van de laatste trap, de panelen open moest trekken. Op 15 december 1964 slaagde men erin om het weerbarstige paneel volledig open te klappen, maar toen was het eigenlijk al te laat voor de geplande eerste koerscorrectie (het is onmogelijk om een sonde in een perfecte baan te krijgen, daarom zijn baancorrecties noodzakelijk).
Dat bleek nog het minste probleem. Meteen nadat Zond 2 koers zette naar Mars ging er iets mis met de interne klok aan boord, hetgeen resulteerde in temperaturen aan boord waarop het niet ontworpen was.
Na een koerscorrectie ging alle radiocontact begin mei 1965 verloren. Op 6 augustus 1965 vloog Zond 2 de rode planeet met een snelheid van ruim 20.000 km/uur (5,62 km/sec) voorbij op een afstand van 1500 km. Door het verlies van radiocontact seinde Zond 2 geen gegevens door, kwam vervolgens in een heliocentrische baan en beschrijft nu met een omlooptijd van 508 dagen en een inclinatie van 6,4° zijn rondjes om de zon.
Zond 1 · Zond 2 · Zond 3 · Zond 4 · Zond 5 · Zond 6 · Zond 7 · Zond 8